# 模擬市民趴趴走：人生大冒險
《模擬市民趴趴走：人生大冒險》是電腦遊戲模擬市民趴趴走系列的第一款遊戲作品，於2007年2月6日發行。在故事模式裡，玩家需要處理萊麗和文森的問題，當達成了每一項任務後就能解開獎賞。在開放式經典模式裡，玩家可以像模擬市民2般創建自己的模擬市民，並控制他們的生活。
遊戲開始時，玩家會先進入故事模式裡，協助萊麗在四角鎮裡展開她的新生活；而在第二個故事裡，玩家需協助文森處理他的感情生活。當玩家完成了兩個故事的任務，遊戲便會進入開放式經典模式裡繼續遊戲。

## 萊麗故事內的人物
- 萊麗（Riley Harlow）
- 米奇（Mickey Smith）
- 菲歐娜（Fiona Fortuna）
- 狄倫（Dylan Kincaid）
- 奧格拉（Agora Tchotchke）

## 文森故事內的人物
- 文森（Vincent Moore）
- 莎曼珊（Samantha Hayden）
- 納奧米（Naomi Hunt）

## 外部連結
- 模擬市民趴趴走：人生大冒險官方網站（美國） （英文）
- 模擬市民趴趴走：人生大冒險官方網站（台灣） （页面存档备份，存于） （繁體中文）
- MySpace：萊麗人物簡介的官方網站 （英文）